# Melecta kuschakewiczi
Melecta kuschakewiczi är en biart som först beskrevs av Oktawiusz Radoszkowski 1890.
Melecta kuschakewiczi ingår i släktet sorgbin, och familjen långtungebin. Inga underarter finns listade i Catalogue of Life.